# Zohar Fresco
Zohar Fresco (ur. 1969) – izraelski perkusista tureckiego pochodzenia. Fresco specjalizuje się w grze na bębnach obręczowych. Prawdopodobnie najbardziej znany jako członek tria jazzowego, które tworzy wraz ze szwedzkim kontrabasistą Larsem Danielssonem i polskim pianistą Leszkiem Możdżerem. W latach 1991–2003 był członkiem izraelskiego zespołu muzyki instrumentalnej Bustan Abraham.
Fresco współpracował ponadto z takimi wykonawcami jak: Hamid Drake, Taiseer Elias, Daniel Zamir oraz Ara Dinkjian. Był także członkiem koncertowego zespołu Philipa Glassa.

## Dyskografia
- Leszek Możdżer, Lars Danielsson, Zohar Fresco – The Time (2005)[7], POL: diamentowa płyta[8]
- Leszek Możdżer, Lars Danielsson, Zohar Fresco – Between Us and the Light (2006)[9], POL: 2x platynowa płyta[10]
- Leszek Możdżer, Lars Danielsson, Zohar Fresco – Live (2007), POL: 2x platynowa płyta DVD[11]
- Leszek Możdżer, Lars Danielsson, Zohar Fresco – Polska (2013), POL: 2x platynowa płyta[12]